# Leucopholis palembangia
Leucopholis palembangia är en skalbaggsart som beskrevs av Brenske 1896. Leucopholis palembangia ingår i släktet Leucopholis och familjen Melolonthidae. Inga underarter finns listade i Catalogue of Life.